# جيري فيسلي
جيري فيسلي (بالتشيكية: Jiří Veselý)‏ مواليد 10 يوليو 1993 في بشيبرام، التشيك، هو لاعب كرة مضرب تشيكي بدأ مسيرته كمحترف سنة 2009 يلعب باليد اليسرى ويحتل حالياً المرتبة رقم. 56 (29 فبراير 2016) في تصنيف رابطة محترفي كرة المضرب. أعلى تصنيف له في الفردي كان المركز الـ 35 في سنة 2015.

## الخط الزمني للفردي
مفتاح
| ف | ن | ن.ن | ر.ن | د# | د.م | ل | أ.أ | ت | غ | ب | ف | ذ | م.خ | ل.ت |

(ف) فاز بالبطولة (ن) وصل النهائي (ن.ن) نصف النهائي (ر.ن) ربع النهائي (د#) الأدوار الأربعة الأولى (د.م) دور المجموعات (ل) شارك في كأس ديفيز (أ.أ) خرج من الأدوار الاولى (ت) خسر التصفيات التأهيلية (غ) غاب عن الحدث أو البطولة (ب) حصل على ميدالية برونزية (ف) حصل على ميدالية فضية (ذ) حصل على ميدالية ذهبية (م.خ) بطولة الماسترز خُفضت إلى مرتبة أقل (ل.ت) البطولة لم تعقد في السنة المعينة.
لتجنب الارتباك وازدواجية الحساب، يتم تحديث هذه المعلومات إما في نهاية البطولة، أو عندما تكون مشاركة اللاعب في البطولة قد انتهت.
| الدورة                        | 2012 | 2013 | 2014 | 2015 | ف-خ  |
| ----------------------------- | ---- | ---- | ---- | ---- | ---- |
| بطولة أستراليا المفتوحة للتنس | ت1   | غ    | د1   | د1   | 0–2  |
| دورة رولان غاروس الدولية      | غ    | د1   | د2   | د1   | 1–3  |
| بطولة ويمبلدون                | غ    | ت2   | د3   | د2   | 3–2  |
| أمريكا المفتوحة               | غ    | د1   | د1   | د3   | 2–3  |
| فوز-خسارة                     | 0–0  | 0–2  | 3–4  | 3–4  | 6–10 |

## الخط الزمني للزوجي
مفتاح
| ف | ن | ن.ن | ر.ن | د# | د.م | ل | أ.أ | ت | غ | ب | ف | ذ | م.خ | ل.ت |

(ف) فاز بالبطولة (ن) وصل النهائي (ن.ن) نصف النهائي (ر.ن) ربع النهائي (د#) الأدوار الأربعة الأولى (د.م) دور المجموعات (ل) شارك في كأس ديفيز (أ.أ) خرج من الأدوار الاولى (ت) خسر التصفيات التأهيلية (غ) غاب عن الحدث أو البطولة (ب) حصل على ميدالية برونزية (ف) حصل على ميدالية فضية (ذ) حصل على ميدالية ذهبية (م.خ) بطولة الماسترز خُفضت إلى مرتبة أقل (ل.ت) البطولة لم تعقد في السنة المعينة.
لتجنب الارتباك وازدواجية الحساب، يتم تحديث هذه المعلومات إما في نهاية البطولة، أو عندما تكون مشاركة اللاعب في البطولة قد انتهت.
| الدورة                        | 2013 | 2014 | 2015 | ف-خ |
| ----------------------------- | ---- | ---- | ---- | --- |
| بطولة أستراليا المفتوحة للتنس | غ    | غ    | د1   | 0–1 |
| دورة رولان غاروس الدولية      | غ    | غ    | د2   | 1–1 |
| بطولة ويمبلدون                | ت2   | د2   |      | 1–1 |
| أمريكا المفتوحة               | د2   | د2   |      | 2–2 |
| فوز-خسارة                     | 1–1  | 2–2  | 1–2  | 4–5 |

## الميداليات
| الميدالية | المسابقة                              |
| --------- | ------------------------------------- |
| ذهبية     | الألعاب الأولمبية الصيفية للشباب 2010 |

## روابط خارجية
- جيري فيسلي على موقع رابطة محترفي التنس (الإنجليزية)
- جيري فيسلي على موقع الاتحاد الدولي لكرة المضرب (الإنجليزية)
- جيري فيسلي على موقع كأس ديفيز (الإنجليزية)
- جيري فيسلي على موقع خلاصة التنس.كوم (الإنجليزية)
- جيري فيسلي على موقع أوليمبيديا (الإنجليزية)
- جيري فيسلي على موقع اللجنة الأولمبية التشيكية (التشيكية)